# لوجيون
تعتبر اللوجيون وحدة تم ابتكارها لقياس قدرة نفاذ المياه للصخر الأساس والموصلية المائية الناتجة عن الشقوق؛ حيث تمت تسميتها اتباعًا لاسم موريس لوجيون أحد علماء الجيولوجيا السويسريين الذي يعتبر أول من صمم الطريقة في عام 1933. ومن منظور أكثر تخصصًا، يستخدم اختبار اللوجيون لقياس كمية المياه التي أُدخلت إلى قطعة من ثقب محفور تحت ضغط ثابت، حيث يتم تعريف القيمة (قيمة (اللجيون) بأنها فقد المياه باللترات لكل دقيقة وكل متر من ثقب محفور تحت ضغط زائد يبلغ واحد ميجا باسكال.
وبالرغم من أن اختبار اللوجيون يمكن استعماله في أغراض أخرى فإن هدف استعماله الأساسي تحديد معامل اللوجيون والذي من خلال التعريف يعتبر كمية المياه الممتصة التي تقاس باللترات لكل متر من مراحل الاختبار في الدقيقة تحت ضغط 10 كجم/سم2 (1 ميجا نيوتن/متر2)